# Piombo nativo
Il piombo nativo è un minerale composto di piombo quasi puro, può contenere piccole quantità di argento, rame, zinco, ferro, stagno, od antimonio. È conosciuto fin dall'antichità ma è relativamente raro quindi non è utilizzato per l'estrazione del metallo.

## Morfologia
Il piombo nativo si presenta comunemente sotto forma di masse compatte di forma arrotondata o appiattite anche di grandi dimensioni (pesanti fino a 60 kg). A volte presenta aspetto filiforme o dendritico. I cristalli sono rari, di forma cubica, ottaedrica o dodecaedrica fino a 6 cm. Può formare geminati secondo {111}.

## Origine e giacitura
Il piombo nativo si trova solitamente nei giacimenti alluvionali. L'origine è idrotermale, a volte deriva da processi autigenetici e può prendere il posto delle radici delle piante. Si trova associato con galena, minio, cerussite, idrocerussite, caryopilite, sarkinite, brandtite, andradite, willemite ed axinite.